# Gianluigi Saccaro
Gianluigi Saccaro (29 de diciembre de 1938-17 de febrero de 2021) fue un deportista italiano que compitió en esgrima, especialista en la modalidad de espada.
Participó en cuatro Juegos Olímpicos de Verano entre los años 1960 y 1972, obteniendo en total tres medallas: oro en Roma 1960, plata en Tokio 1964 y bronce en México 1968. Ganó dos medallas de oro en el Campeonato Mundial de Esgrima en los años 1957 y 1958.

## Palmarés internacional
| Juegos Olímpicos   | Juegos Olímpicos            | Juegos Olímpicos  | Juegos Olímpicos   |
| Año                | Lugar                       | Medalla           | Prueba             |
| ------------------ | --------------------------- | ----------------- | ------------------ |
| 1960               | Roma (Italia)               | Medalla de oro    | Espada por equipos |
| 1964               | Tokio (Japón)               | Medalla de plata  | Espada por equipos |
| 1968               | Ciudad de México (México)   | Medalla de bronce | Espada individual  |
| Campeonato Mundial |                             |                   |                    |
| Año                | Lugar                       | Medalla           | Prueba             |
| 1957               | París (Francia)             | Medalla de oro    | Espada por equipos |
| 1958               | Filadelfia (Estados Unidos) | Medalla de oro    | Espada por equipos |